# Ebba Einarsson
Ebba Hilma Therese Einarsson, född 2 februari 2000 i Falkenberg, är en svensk paralympier, verksam inom rodd. Hon började med rodd som åttaåring. Hennes far har även varit verksam inom sporten under flera års tid.
Einarsson var uttagen i den svenska truppen till paraolympics i Paris 2024.
En vecka efter att hon hade tagit SM-guld i rodd med sitt lag under rodd-SM i Borås blev Einarsson 8 juli 2017 förlamad från midjan och neråt på grund av att ett blodkärl hade brustit i ryggmärgen.

## Medverkan i TV
Einarsson har synts i TV-programmet Sofias änglar på Kanal 5 där Sofia Wistam, Johnnie Krigström och Mattias Särnholm såg till att hennes lägenhet i hennes fars och hans sambos hem i Falkenberg blev handikappanpassad för hennes behov. Hon har även synts i TV-programmet Vinnarskallar på TV4, där hon medverkar tillsammans med andra paralympier.